# Tesöld
Tesöld románul: Chișoda, falu Romániában, a Bánságban, Temes megyében.

## Fekvése
Temesvártól délre fekvő település.

## Története
Tesöld nevét 1333-ban említette először oklevél, Tesuld néven.
1334-ben Tesola, 1462-ben Thessewld, 1761-ben Kischoda, 1808-ban Kissoda, 1851-ben Kisoda, 1888-ban Kissoda, 1913-ban Tesöld néven említették.
Neve szerepelt az 1332-1337-es pápai tizedjegyzékben is, tehát ekkor már egyházas hely is volt.
1399-ben Thesewlch Zsigmond király birtokába jutott, 1456-ban pedig Hunyadi János kapta királyi adományul; még ez évben Hunyadi László és Mátyás horogszegi Szilágyi Mihálynak adta Thyseld birtokot, később a berekszói Hagymás családé lett.
1462-ben, amikor berekszói Hagymás Miklós testvéréül fogadta Szentgirolti Jánost, az utóbbi e helységre is igényt tartott.
1464-ben Szegedi Máté fia László és Szentgirolti János voltak a földesurai.
A török hódoltság alatt teljesen elpusztult. A mai helység az 1725-1760 közötti években települt be újra.
Az 1761. évi hivatalos térképen Kischoda néven, óhitűektől lakott helységként szerepelt. Később németek telepedtek ide.
1838-ban 59 2/8 egész jobbágytelekből állt és a kamara volt a földesura.
1851-ben Fényes Elek írta a településről:
Kisoda, 1463 óhitű lakossal, kik az egész Bánságban első fürjfogók. Határa 3075 hold, ... Bírja a kir. kincstár
A trianoni békeszerződés előtt Temes vármegye Központi járásához tartozott.
1910-ben 3007 lakosából 768 magyar, 969 német, 1223 román volt. Ebből 1603 római katolikus, 98 református, 1253 görög keleti ortodox volt.

## Források

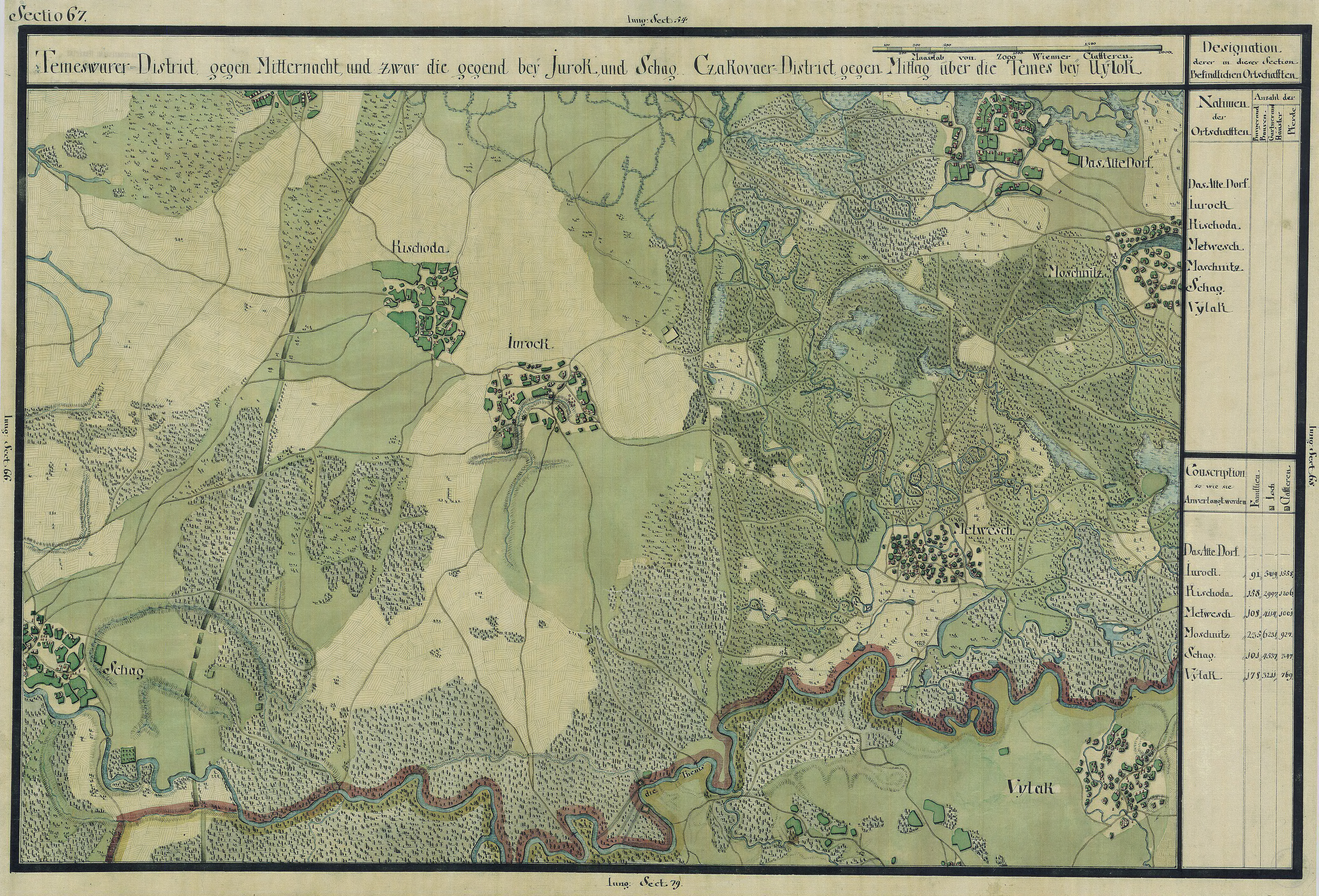
Tesöld egy régi térképen